# Shinkansen-Baureihe 400
Die Shinkansen-Baureihe 400 (jap. 新幹線400系電車, Shinkansen 400-kei densha) war ein japanischer Hochgeschwindigkeitszug des Betreibers JR East, der von 1992 bis 2010 auf der Yamagata-Shinkansen im Einsatz war. Die Baureihe 400 wurde ab 2008 durch Fahrzeuge der Baureihe E3-2000 ersetzt.

## Geschichte
Mit dem Bau der Yamagata-Shinkansen, einer so genannten „Mini-Shinkansen“, war die Beschaffung eines passenden Fahrzeugtyps erforderlich. Zwar wurde beim Ausbau des Teilstücks der Ōu-Hauptlinie zwischen Fukushima und Yamagata (konventionelles Eisenbahnnetz) die Spurweite von Kapspur auf Normalspur geweitet, allerdings blieb das Lichtraumprofil unverändert, so dass die bereits existierenden, breiteren Shinkansen-Züge nicht zum Einsatz kommen konnten.
Die Beschaffung der Züge der Baureihe 400 erfolgte durch die dazu eigens gegründete Yamagata JR Chokutsū Tokkyū Hoyū Kikō (jap. 山形ジェイアール直通特急保有機構(株)), einem Joint-Venture der JR East und der Präfektur Yamagata. Es wurden 12 6-Wagen-Züge bestellt, die dann von JR East von der Gesellschaft geleast wurden.

### Erprobung
Im Oktober 1990 erfolgte die Auslieferung des Vorserienzuges S4. Ab November 1990 wurde der Zug zunächst solo auf der Ōu-Hauptlinie, ab Januar 1991 in Traktion mit dazu umgerüsteten Zügen der Baureihe 200 auf der Tōhoku-Shinkansen getestet. Am 29. März 1991 wurde mit dem Vorserienzug S4 ein neuer japanischer Geschwindigkeitsrekord von 336 km/h aufgestellt, die der Zug im Yuzawa-Tunnel auf der Jōetsu-Shinkansen erreichte. Der Rekord wurde allerdings bereits im September 1991 vom selben Fahrzeug eingestellt, als es auf derselben Strecke 345 km/h erreichte.
Die Tests mit dem Vorserienfahrzeug wurden im Frühjahr 1992 abgeschlossen. Der Vorserienzug S4 wurde anschließend auf Serienstandard umgerüstet und am 29. Juni 1991 als Einheit L1 eingeflottet.

### Betrieb

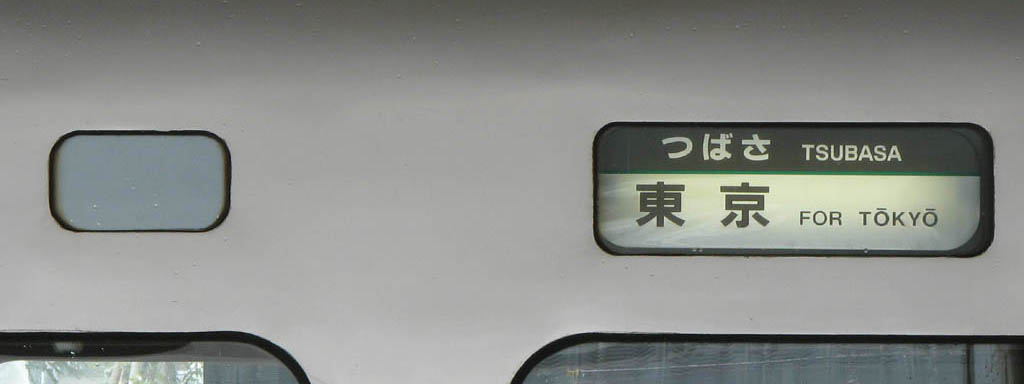
Fahrtrichtungsanzeiger der Baureihe 400

Die Züge der Baureihe 400 waren ab 1. Juli 1992, dem Tag der Eröffnung der Yamagata-Shinkansen, im Einsatz. Sie wurden auf den Tsubasa-Verbindungen eingesetzt, bei denen die Züge der Baureihe 400 von Yamagata nach Fukushima solo verkehrten und ab Fukushima in Traktion mit Zügen der Tōhoku-Shinkansen nach Tokio durchgebunden wurden.
Auf Grund des für die Mini-Shinkansen erforderlichen schmaleren Lichtraumprofils waren die Züge der Baureihe 400 mit einer ausklappbaren Stufe an den Türen ausgestattet, die beim Halt an den Bahnhöfen der Tōhoku-Shinkansen ausgefahren wurde.
Auf Grund der rasch steigenden Nachfrage wurde 1995 in die ursprünglich sechs Wagen langen Züge ein siebter Wagen hinzugefügt (Wagen 15).
In den Jahren 1999 bis 2001 wurden alle Garnituren einer Generalüberholung unterzogen, bei der auch die Lackierung modifiziert wurde.

### Ausmusterung und Erhalt
Die Ausmusterung begann im Dezember 2008 mit dem ursprünglichen Vorserienzug L1. Bis zum Sommer 2009 wurden alle Züge der Baureihe 400 außer Betrieb genommen und durch Züge der Baureihe E3-2000 ersetzt. Nur Garnitur L3 blieb noch zum 18. April 2010 im Einsatz und hatte somit eine Einsatzdauer von 18 Jahren.
Nach der Ausmusterung wurden alle Züge verschrottet. Einziges erhaltenes Exemplar ist der Steuerwagen der Garnitur L3, der erhalten wird. Er wurde im Zuge der Eröffnung der Yamagata-Shinkansen-Linie restauriert und ist seitdem im Eisenbahnmuseum Saitama ausgestellt.

## Details zur Flotte

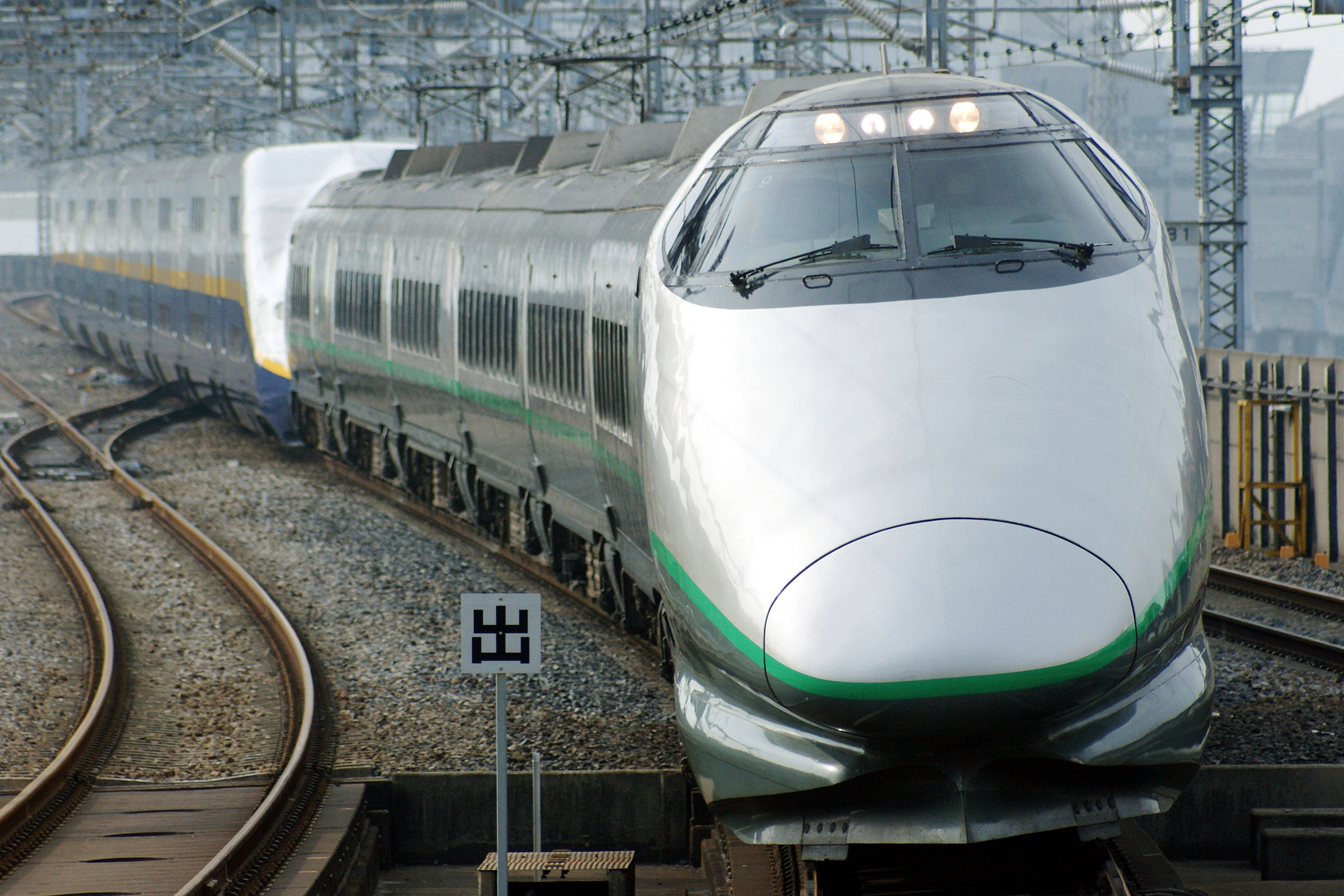
Zug der Baureihe 400 in Traktion mit der Baureihe E4 (2008)

| Nummer | Hersteller                      | Auslieferung     | 7. Wagen hinzugefügt | Überholung         | DS-ATC hinzugefügt | Außerdienststellung | Anmerkungen                                                                  |
| ------ | ------------------------------- | ---------------- | -------------------- | ------------------ | ------------------ | ------------------- | ---------------------------------------------------------------------------- |
| L1     | Tokyu Car, Hitachi, Kawasaki HI | 1. November 1990 | 14. November 1995    | 3. März 2000       | 27. Juli 2005      | 1. Januar 2009      | Vorserienfahrzeug S4; Umrüstung auf Serienstandard bis 29. Juni 1992.        |
| L2     | Kawasaki HI                     | 17. Januar 1992  | 20. November 1995    | 14. September 2001 | 7. Oktober 2005    | 23. Januar 2009     |                                                                              |
| L3     | Kawasaki HI                     | 28. Januar 1992  | 2. Dezember 1995     | 11. Juni 2001      | 12. September 2005 | 18. April 2010      | Letzte ausgemusterte Garnitur. Steuerwagen 411-3 erhalten.                   |
| L4     | Kawasaki HI                     | 6. März 1992     | 12. Dezember 1995    | 16. Dezember 1999  | 28. Mai 2005       | 18. September 2009  | Erste Garnitur, die generalüberholt und mit neuer Farbgebung versehen wurde. |
| L5     | Kawasaki HI                     | 23. März 1992    | 10. Dezember 1995    | 28. Juli 2000      | 26. November 2005  | 21. April 2009      |                                                                              |
| L6     | Kawasaki HI                     | 2. April 1992    | 8. Dezember 1995     | 16. Oktober 2001   | 24. Dezember 2005  | 26. Mai 2009        |                                                                              |
| L7     | Kawasaki HI                     | 13. April 1992   | 6. Dezember 1995     | 19. September 2000 | 2. November 2005   | 15. Mai 2009        |                                                                              |
| L8     | Kawasaki HI                     | 1. Mai 1992      | 4. Dezember 1995     | 19. Juni 2000      | 24. Juni 2005      | 3. April 2009       |                                                                              |
| L9     | Kawasaki HI                     | 11. Mai 1992     | 20. Dezember 1995    | 14. April 2000     | 22. März 2006      | 21. Februar 2009    | Wagen 15 von Hitachi hergestellt.                                            |
| L10    | Kawasaki HI                     | 29. Mai 1992     | 14. Dezember 1995    | 30. März 2001      | 28. Februar 2006   | 7. August 2009      | Wagen 15 von Hitachi hergestellt.                                            |
| L11    | Kawasaki HI                     | 12. Juni 1992    | 16. Dezember 1995    | 19. Februar 2001   | 6. Februar 2006    | 20. Juni 2009       | Wagen 15 von Hitachi hergestellt.                                            |
| L12    | Kawasaki HI                     | 25. Juni 1992    | 18. Dezember 1995    | 29. Mai 2000       | 27. April 2005     | 19. März 2009       | Wagen 15 von Hitachi hergestellt.                                            |

## Wagenreihung
| Richtung           | ←Yamagata                     | ←Yamagata                  | ←Yamagata                      | Tokio→            | Tokio→                | Tokio→                         | Tokio→            |
| Wagen Nr.          | 11                            | 12                         | 13                             | 14                | 15                    | 16                             | 17                |
| ------------------ | ----------------------------- | -------------------------- | ------------------------------ | ----------------- | --------------------- | ------------------------------ | ----------------- |
| Kennzeichnung      | Msc                           | M'                         | M                              | M'                | T                     | M                              | M'c               |
| Nummerierung       | 411                           | 426-200                    | 425                            | 426               | 429                   | 425                            | 422               |
| Sitzplatzkapazität | 20                            | 67                         | 60                             | 68                | 64                    | 64                             | 56                |
| Ausstattung        | WC, Platz für Rollstuhlfahrer | Öffentliches Kartentelefon | WC, öffentliches Kartentelefon | Gepäckstellplätze | WC, Gepäckstellplätze | WC, öffentliches Kartentelefon | Gepäckstellplätze |

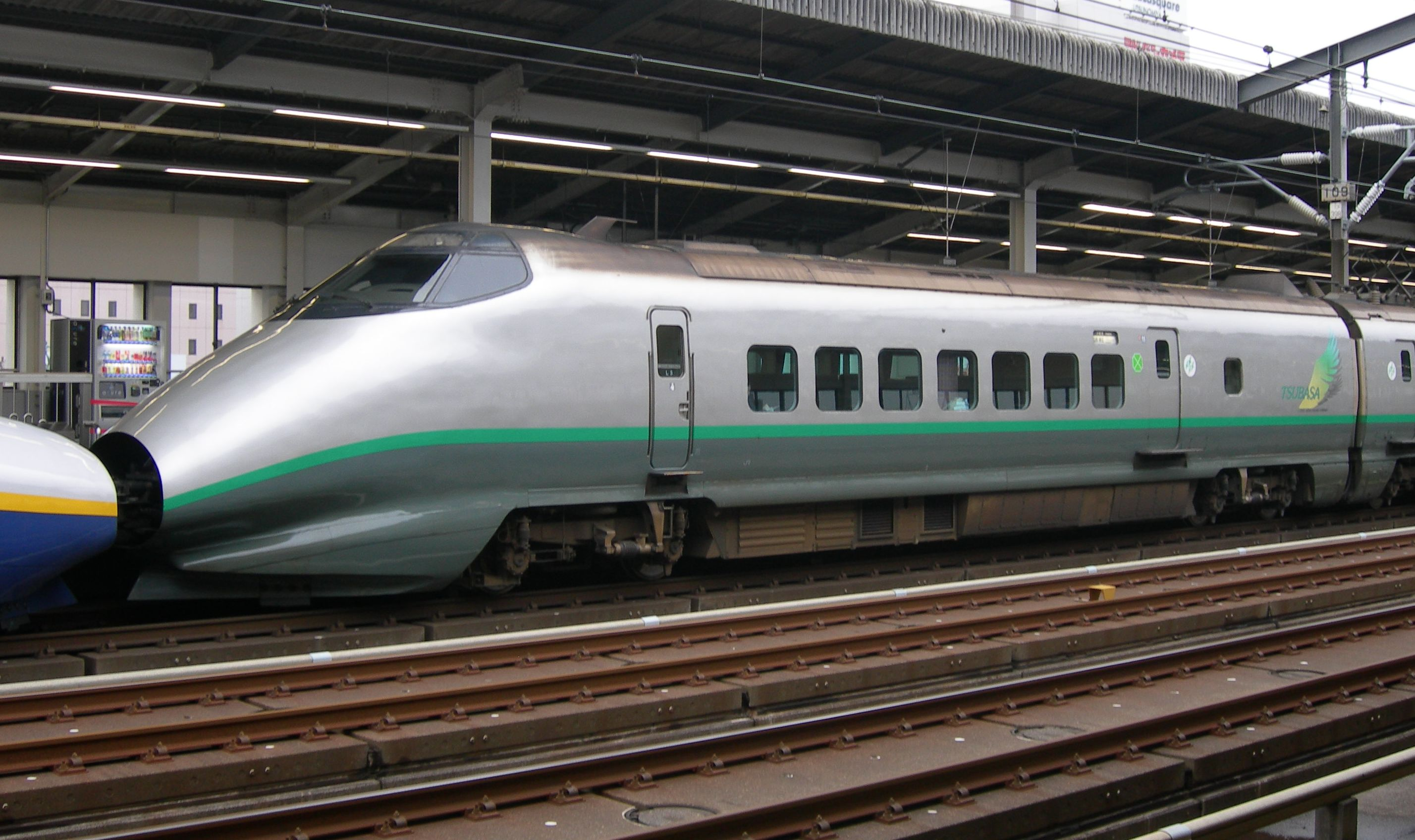
411-3 (Wagen 11)
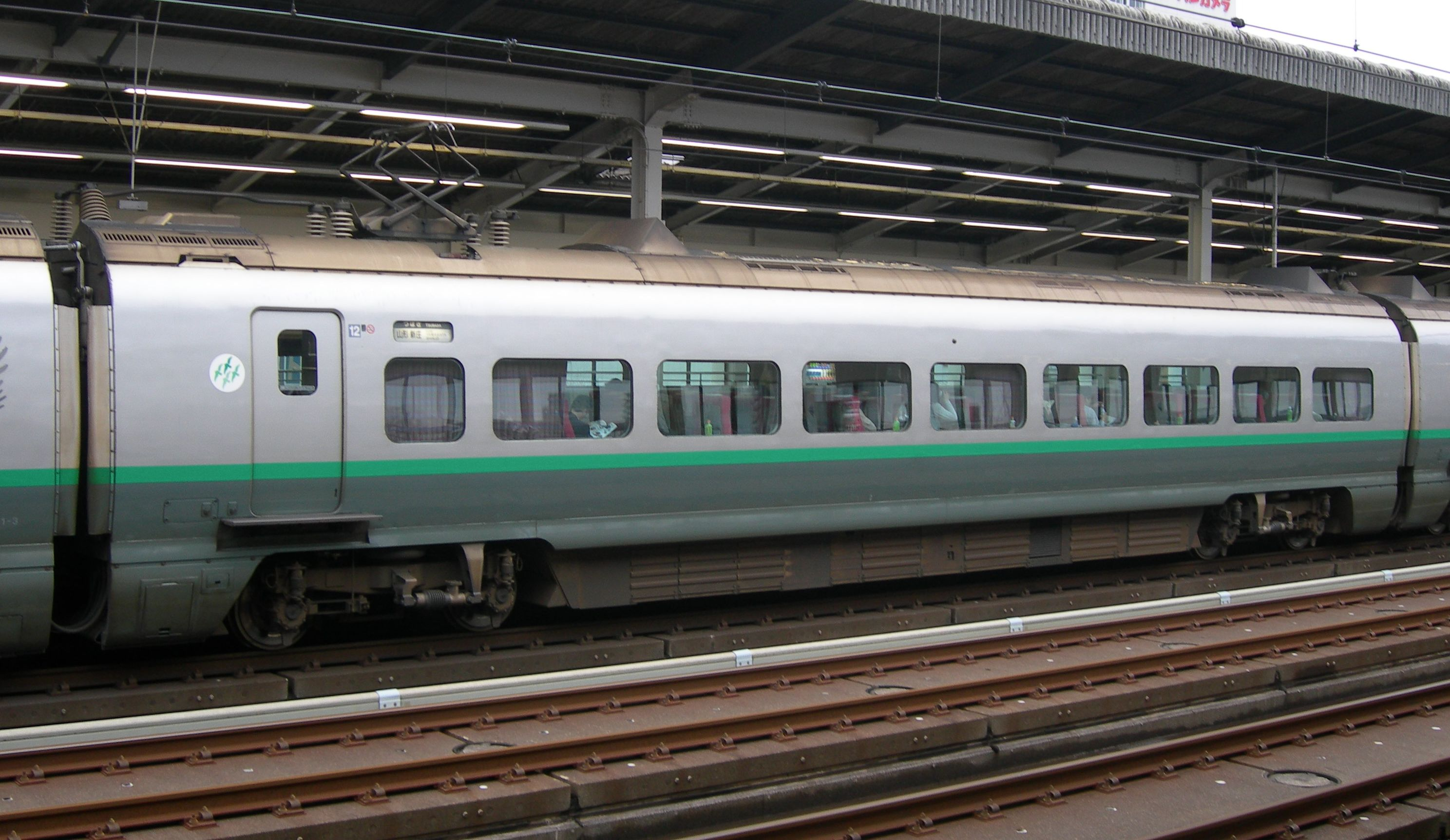
426-203 (Wagen 12)
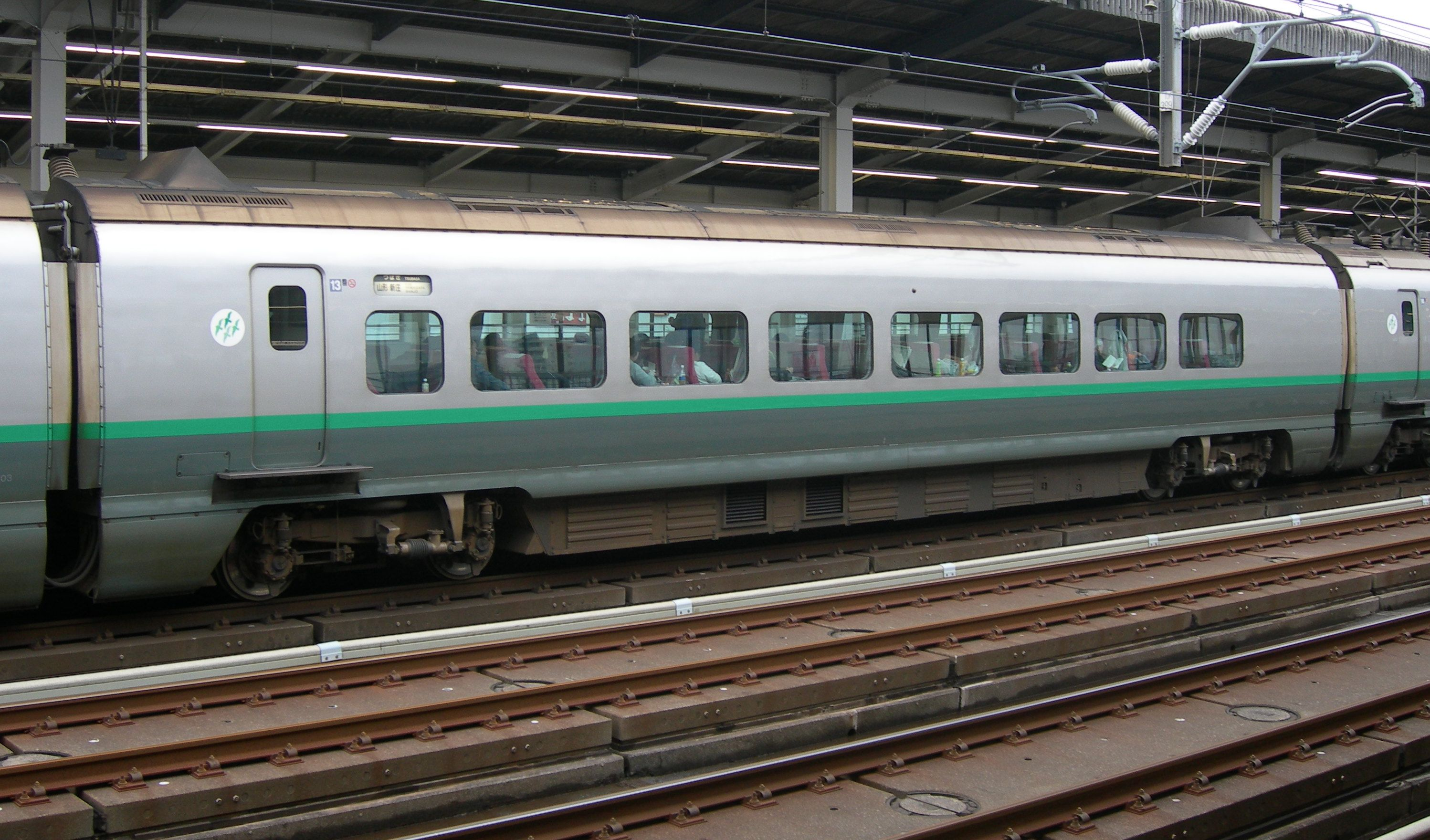
425-3 (Wagen 13)
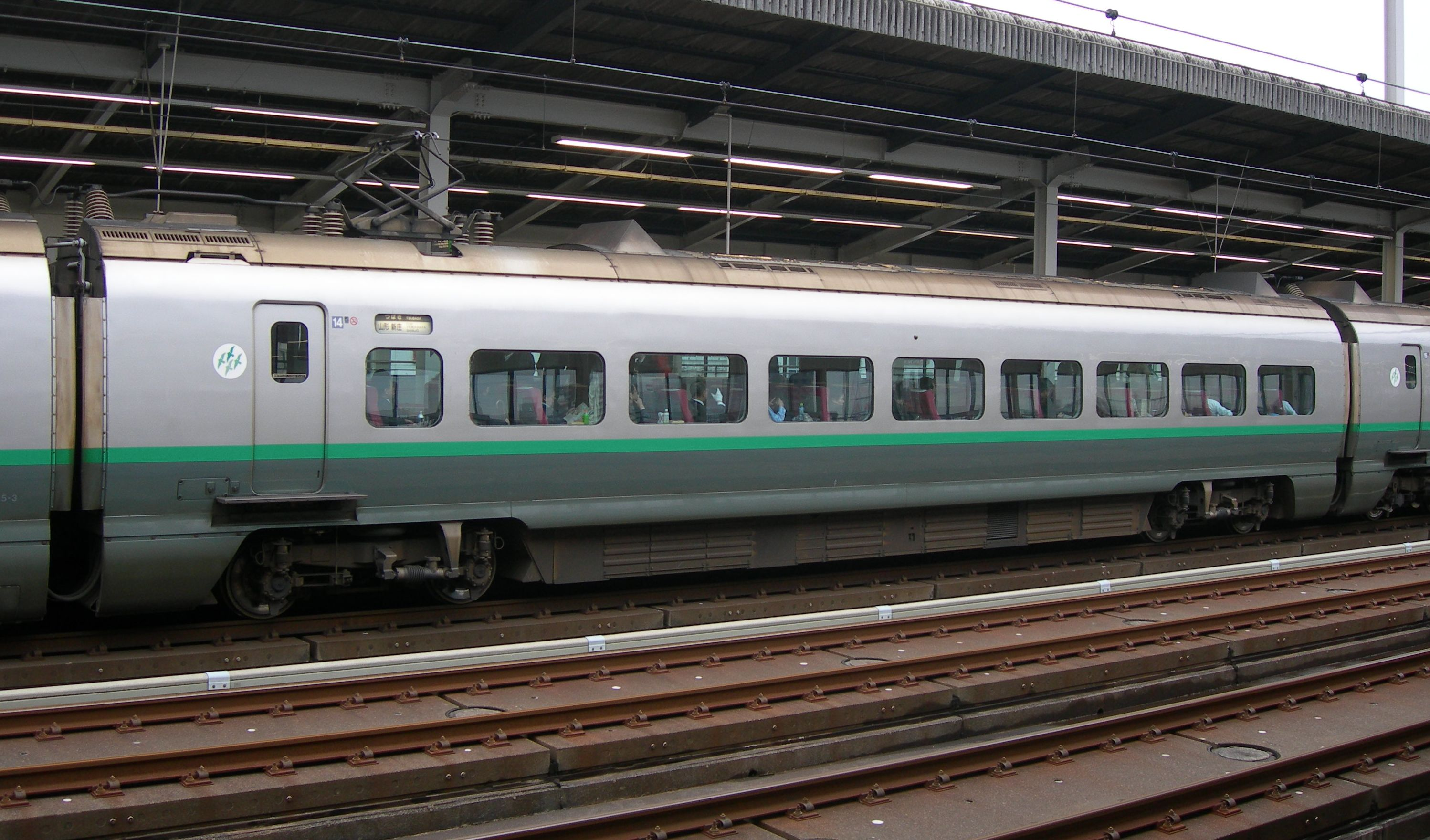
426-3 (Wagen 14)
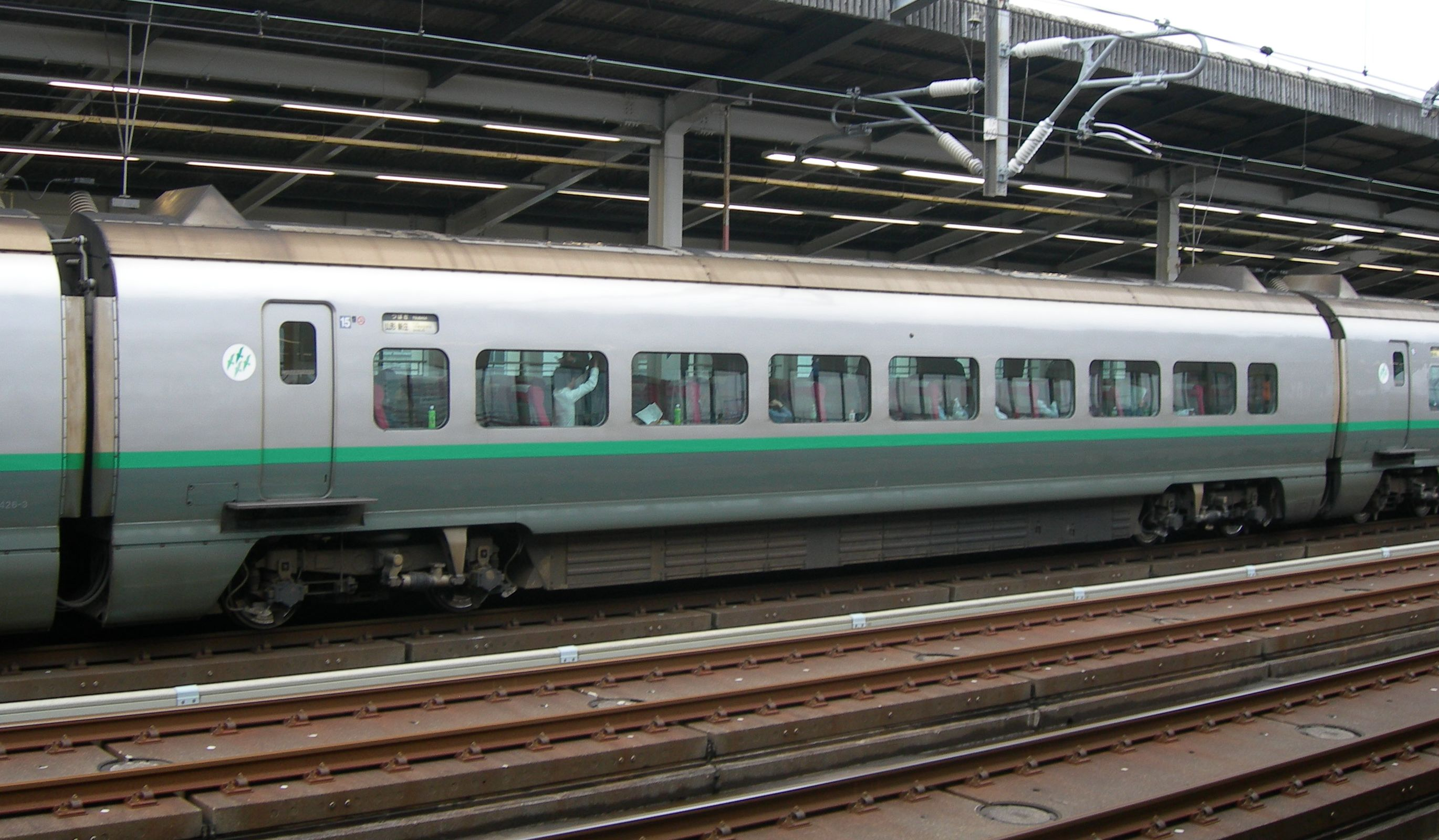
429-3 (Wagen 15)
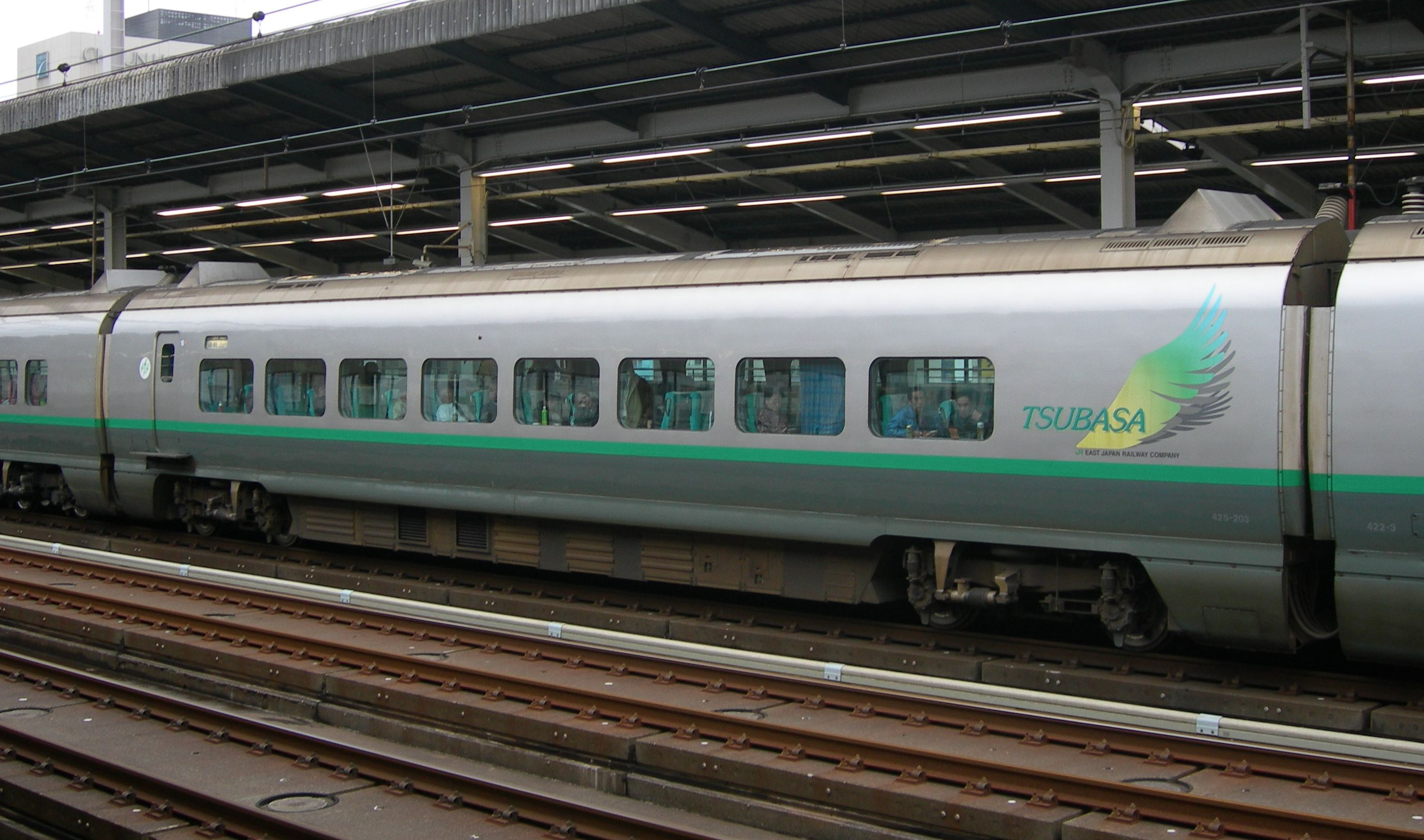
425-203 (Wagen 16)
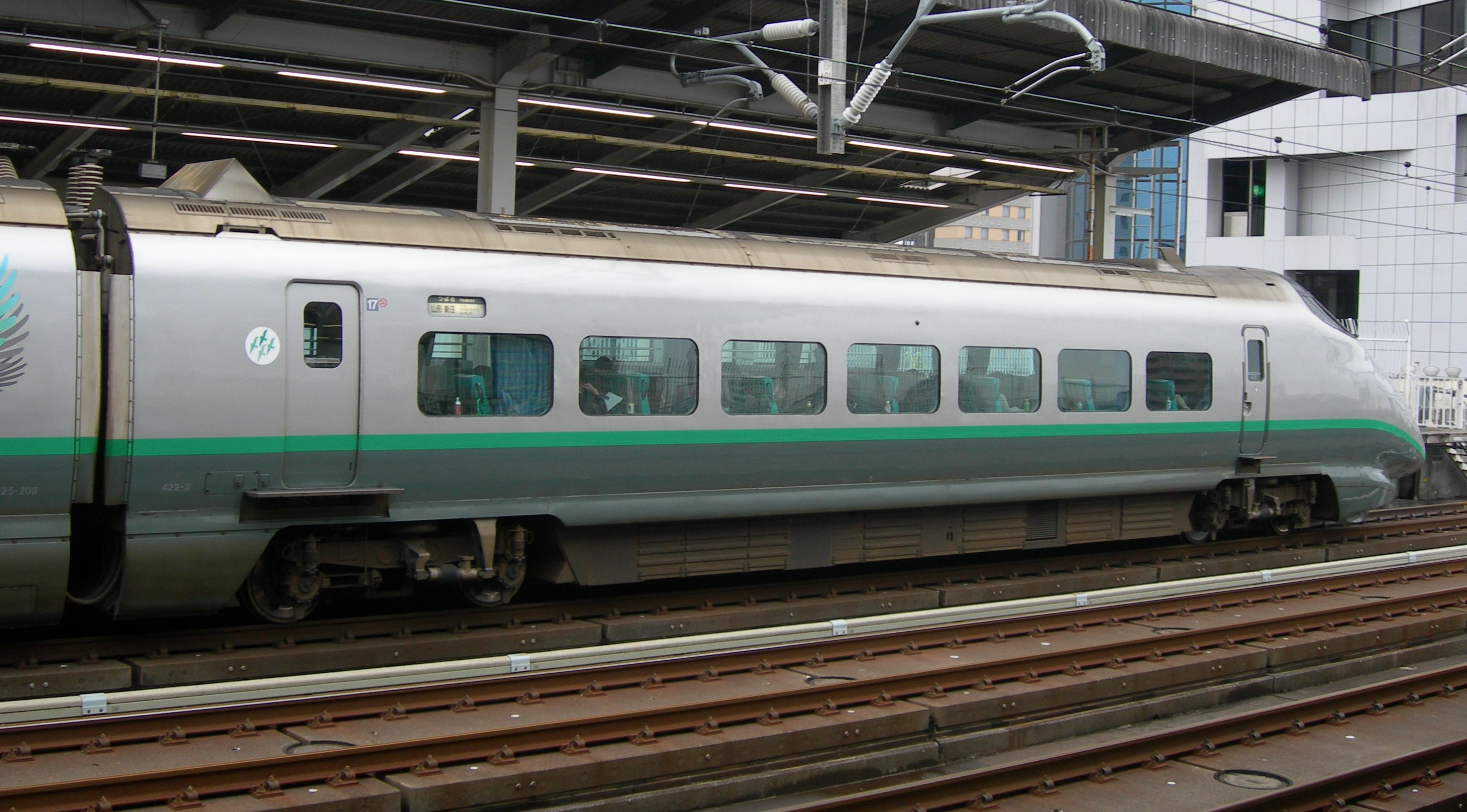
422-3 (Wagen 17)